# Heinrich Jöckel

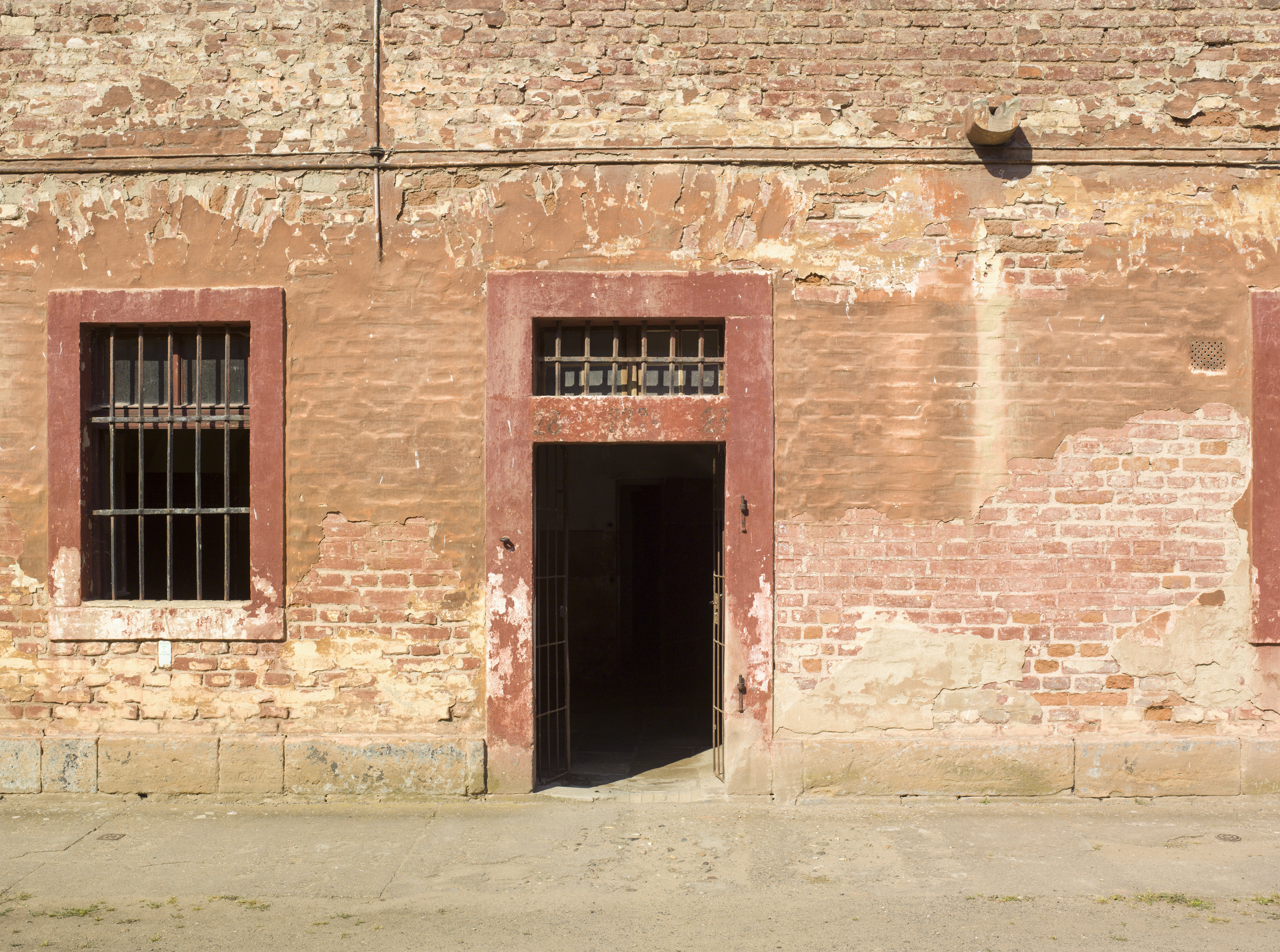
Cellbyggnad i Lilla fästningen i Theresienstadt.

Heinrich Jöckel, född 10 juli 1898 i Offenbach am Main, död 26 oktober 1946 i Litoměřice, var en tysk SS-Hauptsturmführer och dömd krigsförbrytare. Från 1940 till 1945 var han kommendant för Gestapo-fängelset Lilla fästningen i koncentrationslägret Theresienstadt.

## Biografi
Efter avslutad skolgång arbetade Jöckel som lantarbetare, innan han blev inkallad till militärtjänstgöring i första världskriget. Efter kriget återupptog han sin syssla som lantarbetare. 
Jöckel blev 1931 medlem i Nationalsocialistiska tyska arbetarepartiet (NSDAP) och 1933 i Schutzstaffel (SS). I februari 1939 skickades han med en Orpo-enhet till Sudetenland för att där inrätta två arbetsläger. I januari 1940 kommenderades han till Prag som officer inom Sicherheitsdienst (SD) och i juni samma år utsågs han till kommendant för Gestapo-fängelset Lilla fästningen i Theresienstadt.
I andra världskrigets slutskede flydde Jöckel från Theresienstadt till Offenbach am Main, där han gömde sig i sin systers bostad. Jöckel greps dock av amerikanska soldater i januari 1946 och utlämnades till tjeckoslovakiska myndigheter, som ställde honom inför rätta för krigsförbrytelser och brott mot mänskligheten. En domstol i Litoměřice dömde honom till döden, bland annat för misshandel och mord av fångar. Jöckel avrättades genom hängning den 26 oktober 1946.

### Webbkällor
- ”Jöckel, Heinrich” (på tyska). Theresienstadt Lexikon. Ghetto-Theresienstadt.info. Arkiverad från originalet den 4 januari 2016. https://web.archive.org/web/20160104015655/http://www.ghetto-theresienstadt.info/pages/j/joeckelh.htm. Läst 4 december 2014.